# Miyazaki Taisuke
Taisuke Miyazaki (宮崎 泰右, sinh ngày 5 tháng 5 năm 1992) là một cầu thủ bóng đá người Nhật Bản thi đấu cho Tochigi SC.

## Thống kê câu lạc bộ
Cập nhật đến ngày 23 tháng 2 năm 2017.
| Thành tích câu lạc bộ | Thành tích câu lạc bộ | Thành tích câu lạc bộ | Giải vô địch | Giải vô địch | Cúp                   | Cúp                   | Cúp Liên đoàn | Cúp Liên đoàn | Tổng cộng | Tổng cộng |
| Mùa giải              | Câu lạc bộ            | Giải vô địch          | Số trận      | Bàn thắng    | Số trận               | Bàn thắng             | Số trận       | Bàn thắng     | Số trận   | Bàn thắng |
| Nhật Bản              | Nhật Bản              | Nhật Bản              | Giải vô địch | Giải vô địch | Cúp Hoàng đế Nhật Bản | Cúp Hoàng đế Nhật Bản | J. League Cup | J. League Cup | Tổng cộng | Tổng cộng |
| --------------------- | --------------------- | --------------------- | ------------ | ------------ | --------------------- | --------------------- | ------------- | ------------- | --------- | --------- |
| 2010                  | Omiya Ardija          | J1 League             | 1            | 0            | 2                     | 0                     | 0             | 0             | 3         | 0         |
| 2011                  | Omiya Ardija          | J1 League             | 0            | 0            | 0                     | 0                     | 0             | 0             | 0         | 0         |
| 2012                  | Shonan Bellmare       | J2 League             | 16           | 1            | 1                     | 0                     | -             | -             | 17        | 1         |
| 2013                  | Omiya Ardija          | J1 League             | 0            | 0            | 1                     | 0                     | 4             | 0             | 5         | 0         |
| 2014                  | Thespakusatsu Gunma   | J2 League             | 36           | 2            | 3                     | 0                     | -             | -             | 39        | 2         |
| 2015                  | FC Machida Zelvia     | J3 League             | 20           | 4            | 3                     | 0                     | -             | -             | 23        | 4         |
| 2016                  | FC Machida Zelvia     | J2 League             | 3            | 0            | –                     | –                     | –             | –             | 3         | 0         |
| 2016                  | Tochigi SC            | J3 League             | 16           | 2            | –                     | –                     | –             | –             | 16        | 2         |
| Tổng                  | Tổng                  | Tổng                  | 92           | 9            | 10                    | 0                     | 4             | 0             | 106       | 2         |